# Kano (delstat)
Kano är Nigerias folkrikaste delstat och är belägen i norra delen av landet. Delstaten har en befolkning på drygt 9,3 miljoner (2006), varav de flesta är muslimska hausa och fulani. Huvudort är Kano, Nigerias andra stad. Delstaten bildades 1967 och innefattade fram till 1991 Jigawa, då denna bröts ut och bildade en egen delstat.
Området tillhör savannbältet, och här odlas mycket jordnötter och bomull för export, samt hirs, durra, bönor och kassava för lokal förbrukning. Industrin är tämligen blygsam (textilier och livsmedel), och är koncentrerad till huvudstaden.

## Historia
Kungaömet Kano upprättades 999. Islam infördes på 1300-talet, och Kano underlades senare kungadömena Bornu och Songhai. Störst betydelse hade Kano i början av 1800-talet, då riket var den viktigaste handelsmakten i Västafrika. Kano erövrades av britterna 1903 och införlivades i Nigeria. I december 2000 infördes islamisk sharialag i delstaten, vilket ledde till stora upplopp.

## Kanos guvernörer sedan 1967
- Alhaji Audu Bako, 1967–75
- Sani Bello, 1975–78
- Ishaya Shekari, 1978–79
- Muhammadu Abubakar Rimi, 1979–83
- Abdu Dawakin Tofa, maj–oktober 1983
- Aliyu Sabo Bakin Zuwo, oktober–december 1983
- Hamza Abdullahi, 1984–85
- Ahmad Muhammad Daku, 1985–87
- Mohammed Ndatsu Umaru, 1987–88
- Idris Garba, 1988–92
- Kabiru Ibrahim Gaya, 1992–93
- Muhammadu Abdullahi Wase, 1993–96
- Dominic Oneya, 1996–98
- Aminu Isa Kontagora, 1998–99
- Rabiu Musa Kwankwaso, 1999–2003
- Ibrahim Shekarau, 2003–